# 巴甫利夫希納 (波爾塔瓦區)
49°36′8″N 35°9′41″E / 49.60222°N 35.16139°E
巴甫利夫希納（羅馬化：Pavlivshchyna）是位於烏克蘭中部的村莊，由波爾塔瓦州波爾塔瓦區的卡爾利夫卡市鎮負責管轄。該村分別距離沃洛季米里夫卡0.5公里和馬克西米夫卡1公里，海拔高度137米，2001年人口9。